# We Are Harlot (álbum)
We Are Harlot es el primer álbum homónimo de la banda estadounidense de hard rock We Are Harlot y fue lanzado el 30 de marzo de 2015, en Estados Unidos. Dos sencillos han sido lanzados, "Denial" y "Dancing On Nails", que alcanzó el puesto 14 en la lista Mainstream Rock Tracks. El álbum fue un éxito las listas de Reino Unido y de Estados Unidos, alcanzando el puesto 58 en Reino Unido y el 165 en Estados Unidos.La canción "Denial" es el tema de presentación para WWE Raw.

## Antecedentes y grabación
La banda se formó en 2011, cuando los cuatro miembros se habían unido y comenzó los demos de grabación para el álbum a partir de entonces, una de ellas es la canción "Never Turn Back" que se tituló inicialmente "Rainmaker". El álbum iba inicialmente para ser lanzado en 2014, sin embargo se retrasó hasta 2015 debido al cambio de sello discográfico en aquel año. En una entrevista que se reveló que el álbum se está grabando en The Fortress en el Centro de Los Ángeles en 2014 y estaba siendo producido por Scott Stevens. El álbum fue producido posteriormente por Kato Khandwala y fue grabado en los Steakhouse Studios en North Hollywood.
Jeff George declaró que al escribir y grabar el álbum el orden que se construye cada pista a menudo comienza con Bruno Agra que se establecen las bases con sus percusiones, entonces George proporciona guitarreos en sus diferentes capas, a continuación, lo que permite Brian Weaver para grabar sus partes del bajo, dejando a Danny Worsnop a cantar la voz principal con el resto de la banda añadiendo armonías, dejando a los solos de guitarra a ser la última cosa que desea grabar.

## Estilo y composición
Cuando a Worsnop se le preguntó sobre el tema lírico de su álbum debut, afirmó que: "Todo el álbum es básicamente sobre el sexo!", Explicando que era un reto ya que no es "... línea muy fina entre sexy y cursi". y llegó a decir que fue impulsado por su amor y la lujuria cuando él entró en una nueva relación. Worsnop exclamó: "Sabíamos que la música rock necesita un lavado de cara rápido y que el verdadero rock ‘n’ roll es necesario volver a estar al frente y centro de nuevo! Por eso estamos aquí, para llevar esta música a una nueva generación de personas que han estado gritando por lo que se merecen". En una entrevista con Loudwire, Worsnop declaró que este álbum fue importante para su sentido de satisfacción ya que por fin ha creado la música que se asemeja a la música que creció como con Aerosmith y The Rolling Stones, y cuando se le preguntó por qué se siente "real" que la música rock se ha ido, él respondió que él cree que es debido a la conformidad, que dio lugar a muchas bandas que suena el mismo ya que todos ellos comparten la misma fórmula.

## Lanzamiento y promoción
La banda lanzó su primer sencillo, "Denial", el 14 de mayo de 2014. A principios de enero del 2015, la banda emitió un comunicado a través de la revista Rocksound que estarán lanzando su álbum debut en marzo del mismo año, y explicó que el retraso no fue causada por su música, pero debido a un cambio en el sello discográfico, junto con múltiples cuestiones jurídicas relativas a esos sellos discográficos. La banda lanzó su segunda canción y solo a través de la BBC Radio 1 Rock Show con Daniel P. Carter el 19 de enero, titulado "Dancing On Nails". El primer vídeo musical de la banda fue lanzado un día después seguir promoviendo la canción, y también anunció oficialmente el álbum debut el 31 de marzo. El siguiente video difundido por el track "The One" y fue lanzado el 17 de febrero. El 17 de marzo, lanzaron otra pista, titulado "Never Turn Back" exclusivamente a través de la revista Loudwire. La banda transmite el álbum vía en línea en su totalidad el 23 de marzo una semana antes de su lanzamiento oficial, con el lanzamiento Jeff George declaró:
"Estamos muy emocionados de finalmente en lanzar nuestro álbum debut completo para ustedes. Lo que está escuchando es una verdadera, la respiración, cosa viviente creado por cuatro muy diversas personas de diferentes partes del mundo, con diferentes personalidades e influencias creativas. Cuando usted pone los cuatro juntos, usted consigue el sonido lo que es We Are Harlot, un sonido que brilla a través de las 11 pistas que ponen antes ustedes: The Harlot Army y nuestros amigos y familias de todo el mundo".
En la promoción del álbum la banda ha anunció su primera gira titular vez en Estados Unidos. incluyendo varios festivales de música como Welcome to Rockville, Carolina Rebellion, Rock On The Range, Rocklahoma y Rockfest. La gira inició el 2 de abril de 2015 en Phoenix, Arizona, y terminaría el 30 de abril a las Rockfest de Kansas City. La banda también tienen la intención de llevar a cabo en tres fechas en junio en Reino Unido, el primero de los cuales es de Download Festival 2015, y más tarde anunciaron que se presentará en Metal Hammer Golden Gods ceremonia de premiación en ese mismo mes.

## Recepción

### Rendimiento comercial
El álbum vendió 5.000 copias en Estados Unidos dentro de su semana debut. El álbum trazado con éxito en Estados Unidos y en Reino Unido; en Reino Unido alcanzó el puesto #58, mientras que en Estados Unidos alcanzó el puesto #165. En otras listas de Estados Unidos el álbum alcanzó con éxito en: #85 en el Top Álbum Vendidos, #1 en Top Heatseekers, #6 en Top Álbumes de Hard Rock y #28 en Top Álbumes de Rock. El segundo sencillo del álbum "Dancing On Nails" también trazó con éxito en la tabla de US Mainstream Rock alcanzando el puesto #14 y el gráfico superior del Top Rock Airplay alcanzando un máximo de #48. La revista Kerrang! también ha nominado el álbum como mejor versión álbum para la revista Kerrang! Awards 2015.

### Recepción de la crítica
La respuesta crítica al álbum fue generalmente favorable después del lanzamiento. El revisor de Allmusic Timoteo Monger alabó se asiente hacia "... el rock de Sunset Strip de los años 80 ...", manteniendo un toque moderno, la comparación de sus esfuerzos a la de Guns N' Roses y Mötley Crüe. Big Cheese's Kais Waring elogió el álbum por ser una diferencia completa a la anterior banda de Worsnop, Asking Alexandria, afirmando que la única similitud entre los dos es la contribución de Worsnop, además comentó que la banda es una "melódica y emotiva" uno todavía se las arreglan para mantener un ambiente de rock 'n' roll clásico de los '80, afirmando que la experiencia acumulada de todos los miembros es una gran ventaja, dando al álbum un sonido mucho más profesional terminada en comparación con la mayoría de los otros álbumes de debut. El escritor de la revista Kerrang!, James McMahon le dio al álbum un máximo de cinco K, afirmando que sus canciones se parecen a los de AC/DC, Meat Loaf y Queen, y elogió el nuevo enfoque de Worsnop a la música a pesar de lo diferente que es en comparación con sus esfuerzos anteriores con Asking Alexandria, y que incluso James McMahons nombró la canción que menos le gusta, The One, habilidades de Jeff George en la guitarra hace que valga la pena escucharla, alabando a ellos por encima de los últimos esfuerzos de Aerosmith y Van Halen.

## Lista de canciones
Todas las canciones son escritas por Bruno Agra, Jeff George y Danny Worsnop.

| N.º   | Título                        | Duración |  |
| 1.    | «Dancing On Nails»            | 2:40     |  |
| 2.    | «Dirty Little Thing»          | 3:10     |  |
| 3.    | «Someday»                     | 4:06     |  |
| 4.    | «Denial»                      | 4:08     |  |
| 5.    | «Easier To Leave»             | 3:21     |  |
| 6.    | «One More Night»              | 3:21     |  |
| 7.    | «Never Turn Back»             | 3:31     |  |
| 8.    | «The One»                     | 3:23     |  |
| 9.    | «Love For the Night»          | 2:58     |  |
| 10.   | «Flying Too Close To the Sun» | 3:20     |  |
| 11.   | «I Tried»                     | 3:40     |  |
| 37:38 |                               |          |  |

| Edición japonesa. bonus tracks |              |          |  |
| N.º                            | Título       | Duración |  |
| 12.                            | «Find A Way» | 4:09     |  |

## Personal

### Créditos
| Músicos - Danny Worsnop – voz, producción, letra, publicación - Jeff George – guitarra líder, producción, letra, publicación - Brian Weaver – bajo - Bruno Agra – batería, producción, letra, publicación Producción adicional - Colin Cunningham – ediciones digitales - Darren Dalessio – A&R - Ken "KenDog" Eisennagel – ingeniería - Eric German – equipo legal - Bernie Gilhuly – administración de empresa | - Ted Jensen – dominaciones - Kato Khandwala – ingeniería, producción, mezcla - Knupp LLP – equipo legal - Sean Mosher-Smith – productor de diseño - Kristen Muldesig – administración - Jon Nicholson – batería tecnológica - Dave Rath – A&R - Rick Sales – administración - Álex Santos – administración de empresa - Travis Shin – fotografía - Mitchell Silberg – equipo legal - Scott Stevens – producción |

## Posicionamiento en listas

### Listas semanal
| Listas (2014)                                | Máxima pisición |
| -------------------------------------------- | --------------- |
| Reino Unido Official Charts Company          | 58              |
| Reino Unido Rock & Metal Albums Chart Top 40 | 4               |
| Estados Unidos Top Álbum Vendidos            | 85              |
| Estados Unidos Billboard Top 200             | 165             |
| Estados Unidos Top Heatseekers               | 1               |
| Estados Unidos Top Álbumes de Hard Rock      | 6               |
| Estados Unidos Top Álbumes de Rock           | 28              |

### Sencillos
| Título             | Año  | Máxima pisición | Máxima pisición |
| Título             | Año  | US Main.        | US Rock Air.    |
| ------------------ | ---- | --------------- | --------------- |
| "Dancing On Nails" | 2015 | 13              | 45              |

## Lanzamiento internacional
| Región         | Fecha               | Formato     | Sello Discográfico | Catálogo n.º  |
| -------------- | ------------------- | ----------- | ------------------ | ------------- |
| Alemania       | 27 de marzo de 2015 | CD, digital | Roadrunner         | 16861751524   |
| Reino Unido    | 30 de marzo de 2015 | CD, digital | Roadrunner         | 0016861751524 |
| Estados Unidos | 30 de marzo de 2015 | Digital     | Roadrunner         | 016861751500  |
| Estados Unidos | 31 de marzo de 2015 | CD          | Roadrunner         | 1686175152    |
| Japón          | 01 de abril de 2015 | CD, digital | Warner Music Japan | WPCR-16357    |